# Bram Stoker-díj a legjobb regényért
A legjobb regénynek járó Bram Stoker-díjat 1987 óta ítélik oda.

## Díjazottak és jelöltek
(A listában a díjazottak félkövérrel vannak jelölve.) 
- 1987: Tortúra, szerző: Stephen King (megosztva)
- 1987: Swan Song, szerző: Robert R. McCammon (megosztva)
  - Live Girls, szerző: Ray Garton
  - Unassigned Territory, szerző: Kem Nunn
  - Ash Wednesday, szerző: Chet Williamson
- 1988: A bárányok hallgatnak, szerző: Thomas Harris
  - Stinger, szerző: Robert R. McCammon
  - Black Wind, szerző: F. Paul Wilson
  - The Drive-In, szerző: Joe R. Lansdale
  - A kárhozottak királynője, szerző: Anne Rice
  - Flesh, szerző: Richard Laymon
- 1989: Carrion Comfort, szerző: Dan Simmons
  - Geek Love, szerző: Katherine Dunn
  - In A Dark Dream, szerző: Charles L. Grant
  - Midnight, szerző: Dean R. Koontz
  - The Wolf's Hour, szerző: Robert R. McCammon
- 1990: Csak az enyém, szerző: Robert R. McCammon
  - Vidámpark, szerző: Richard Laymon
  - Reign, szerző: Chet Williamson
  - Savage Season, szerző: Joe R. Lansdale
- 1991: Boy's Life, szerző: Robert R. McCammon
  - The M.D., szerző: Thomas M. Disch
  - Hasznos Holmik, szerző: Stephen King
  - A Setét Torony III: Puszta földek, szerző: Stephen King
  - Summer of Night, szerző: Dan Simmons
- 1992: Blood of the Lamb, szerző: Thomas F. Monteleone
  - Homecoming, szerző: Matthew Costello
  - Deathgrip, szerző: Brian Hodge
  - Rejtekhely, szerző: Dean R. Koontz
  - Children of the Night, szerző: Dan Simmons
- 1993: Torok, szerző: Peter Straub
  - Anno Dracula, szerző: Kim Newman
  - Blackburn, szerző: Bradley Denton
  - Drawing Blood, szerző: Poppy Z. Brite
  - The Summoning, szerző: Bentley Little
- 1994: Dead in the Water, szerző: Nancy Holder
  - A halál angyala, szerző: Caleb Carr
  - From the Teeth of Angels, szerző: Jonathan Carroll
  - Nem jön szememre álom, szerző: Stephen King
  - The Butcher Boy, szerző: Patrick McCabe
- 1995: Zombie, szerző: Joyce Carol Oates
  - Widow, szerző: Billie Sue Mosiman
  - Deadrush, szerző: Yvonne Navarro
  - Bone Music, szerző: Alan Rodgers
- 1996: A halálsoron, szerző: Stephen King
  - Exquisite Corpse, szerző: Poppy Z. Brite
  - Crota, szerző: Owl Goingback
  - Pokoltűz Klub, szerző: Peter Straub
- 1997: Children of the Dusk, szerző: Janet Berliner és George Guthridge
  - The Church of Dead Girls, szerző: Stephen Dobyns
  - My Soul to Keep, szerző: Tananarive Due
  - Earthquake Weather, szerző: Tim Powers
- 1998: Tóparti kísértetek, szerző: Stephen King
  - Ne félj, szerző: Dean Koontz
  - Darker Angels, szerző: S.P. Somtow
  - Fog Heart, szerző: Thomas Tessier
- 1999: Mr. X, szerző: Peter Straub
  - Darker than Night, szerző: Owl Goingback
  - Hannibal, szerző: Thomas Harris
  - Atlantisz gyermekei, szerző: Stephen King
  - Hexes, szerző: Tom Piccirilli
- 2000: The Traveling Vampire Show, szerző: Richard Laymon
  - The Indifference of Heaven, szerző: Gary A. Braunbeck
  - Silent Children, szerző: Ramsey Campbell
  - The Licking Valley Coon Hunters Club, szerző: Brian A. Hopkins
  - The Deceased, szerző: Tom Piccirilli
- 2001: Amerikai istenek, szerző: Neil Gaiman
  - From the Dust Returned, szerző: Ray Bradbury
  - Lost, szerző: Jack Ketchum
  - A Fekete Ház, szerző: Stephen King és Peter Straub
- 2002: The Night Class, szerző: Tom Piccirilli
  - The Hour Before Dark, szerző: Douglas Clegg
  - Rémautó, szerző: Stephen King
  - Altató, szerző: Chuck Palahniuk
  - Komfortos mennyország, szerző: Alice Sebold
- 2003: Lost Boy, Lost Girl, szerző: Peter Straub
  - A Setét Torony V: Callai farkasok, szerző: Stephen King
  - Serenity Falls, szerző: James A. Moore
  - The Night Country, szerző: Stewart O'Nan
  - A Choir of Ill Children, szerző: Tom Piccirilli
- 2004: In the Night Room, szerző: Peter Straub
  - The Wind Caller, szerző: P. D Cacek
  - A Setét Torony VII: A Setét Torony, szerző: Stephen King
  - Deep in the Darkness, szerző: Michael Laimo
- 2005: Settenkedők, szerző: David Morrell (megosztva)
- 2005: Dread in the Beast, szerző: Charlee Jacob(megosztva)
  - Keepers, szerző: Gary A. Braunbeck
  - November Mourns, szerző: Tom Piccirilli
- 2006: Lisey története, szerző: Stephen King 
  - Headstone City, szerző: Tom Piccirilli
  - Ghost Road Blues, szerző: Jonathan Maberry
  - Pressure, szerző: Jeff Strand
  - Prodigal Blues, szerző: Gary A. Braunbeck
- 2007: The Missing, szerző: Sarah Langan
  - The Guardener's Tale, szerző: Bruce Boston
  - A szív alakú doboz, szerző: Joe Hill
  - The Witch's Trinity, szerző: Erika Mailman
  - The Terror, szerző:Dan Simmons
- 2008: Duma Key, szerző: Stephen King
  - Coffin County, szerző: Gary Braunbeck
  - The Reach, szerző: Nate Kenyon
  - Johnny Gruesome, szerző: Gregory Lamberson
- 2009: Audrey's Door, szerző: Sarah Langan
  - Patient Zero, szerző: Jonathan Maberry
  - Quarantined, szerző: Joe McKinney
  - Cursed, szerző: Jeremy Shipp
- 2010: A Dark Matter, szerző: Peter Straub
  - Szarvak, szerző: Joe Hill
  - Rot and Ruin, szerző: Jonathan Maberry
  - Dead Love, szerző: Linda Watanabe McFerrin
  - Apocalypse of the Dead, szerző: Joe McKinney
  - Dweller, Jeff Strand
- 2011: Flesh Eaters, szerző: Joe McKinney
  - A Matrix of Angels, szerző: Christopher Conlon
  - Cosmic Forces, szerző: Greg Lamberson
  - Floating Staircase, szerző: Ronald Malfi
  - Not Fade Away, szerző: Gene O'Neill
  - The German, szerző: Lee Thomas
- 2012: The Drowning Girl, szerző: Caitlín R. Kiernan
  - Bottled Abyss, szerző: Benjamin Kane Ethridge
  - The Haunted, szerző: Bentley Little
  - Inheritance, szerző: Joe McKinney
  - NightWhere,  szerző:  John Everson
- 2013: Álom doktor, szerző: Stephen King
  - NOS4A2, szerző: Joe Hill
  - Malediction, szerző: Lisa Morton
  - A Necessary End, szerző: Sarah Pinborough és F. Paul Wilson
  - The Heavens Rise, szerző: Christopher Rice
- 2014: Blood Kin, szerző: Steve Rasnic Tem
  - Suffer the Children, szerző: Craig DiLouie
  - Jade Sky, szerző: Patrick Freivald
  - Beautiful You, szerző: Chuck Palahniuk
  - The Vines, szerző: Christopher Rice
- 2015: Szellemek a fejben, szerző: Paul Tremblay
  - A vér evangéliuma, szerző: Clive Barker
  - The Deep, szerző: Michaelbrent Collings
  - The Cure, szerző: JG Faherty
  - Black Tide, szerző: Patrick Freivald
- 2016: The Fisherman szerző John Langan
  - Hard Light, szerző: Elizabeth Hand
  - Mongrels, szerző: Stephen Graham Jones
  - Stranded, szerző: Bracken MacLeod
  - Disappearance at Devil’s Rock, szerző: Paul Tremblay
- 2017: Ararat szerző Christopher Golden
  - Csipkerózsikák, szerző: Stephen King és Owen King
  - A végzet tébolyult kereke, szerző: Josh Malerman
  - I Wish I Was Like You, szerző: S. P. Miskowski
  - Ubo, szerző: Steve Rasnic Tem
- 2018: The Cabin at the End of the World szerző Paul Tremblay
  - Éhség, szerző: Alma Katsu
  - Glimpse, szerző: Jonathan Maberry
  - Unbury Carol, szerző: Josh Malerman
  - Dracul, szerző: Dacre Stoker és J. D. Barker
- 2019: Coyote Rage szerző Owl Goingback
  - Inspection, szerző: Josh Malerman
  - Into the Ashes, szerző: Lee Murray
  - Wanderers, szerző: Chuck Wendig
  - The Worst Is Yet to Come, szerző: S. P. Miskowski